# Beledweyne
Beledweyne (som. Beledweyne; arab. بليث وين, Baladwajn, Baladwayn) – miasto w Somalii; 108 125 mieszkańców (2008). Czwarte co do wielkości miasto kraju. Położone blisko granicy z Etiopii w dolinie rzeki Uebi Szebelie, która przepływa z północy na południe.
W 2006 starły się tu siły Etiopii z siłamii Unii Trybunałów Islamskich w bitwie pod Beledweyne.